# Per Albin Hansson
Per Albin Hansson (28. října 1885, Kulladal – 6. října 1946, Stockholm) byl švédský sociálnědemokratický politik. Téměř čtrnáct let byl premiérem Švédska, což je druhý nejdelší mandát ve švédské historii. Křeslo předsedy vlády mu náleželo ve dvou obdobích, v letech 1932–1936 a 1936–1946. Jeho vláda byla přerušena roku 1936 jen na 101 dnů, kdy ho během politické krize vystřídal Axel Pehrsson-Bramstorp.
Ve třech obdobích sloužil rovněž jako ministr obrany (1920, 1921–1923, 1924–1926), a to ve vládách Hjalmara Brantinga a Rickarda Sandlera.
Hansson byl hlavním strůjcem politiky švédské neutrality během druhé světové války a položil základy švédského modelu sociálního státu.
V letech 1925–1946 byl předsedou Švédské sociálně demokratické strany dělnické (Sveriges socialdemokratiska arbetareparti). Zemřel ve funkci premiéra i předsedy strany, na srdeční infarkt.